# 八月の恋
「八月の恋」（はちがつのこい）は、1991年6月25日に森高千里が発表した楽曲、及び13枚目のシングル。

## 概要
- 「八月の恋」は「17才」を作曲した筒美京平が書き下ろし、森高の声をイメージして作られた[1]。ベストアルバム『ザ・森高』からの先行シングルでもある、なお、同作には別音源で収録されているため、シングル盤は『The Best Selection of First Moritaka 1987-1993』のみ聴くことが出来る。本人曰く「思った以上に大人っぽくて、カンツォーネのようなメロディ」「聞くと恋愛の爽やかな歌かなとおもいますが、実は悲しい失恋ソングです」[1]。
- カップリングの「いつまでも」は日本テレビ系アニメ『おちゃめなふたご クレア学院物語』のエンディングテーマ。ただし、TV放送版とシングル収録版では歌詞が一部違う。なお同番組のオープニング・テーマは、同じく森高の「勉強の歌」である。

## 収録曲
（全作詞：森高千里／編曲：斉藤英夫）
1. 八月の恋
  - 作曲：筒美京平
  - テレビ朝日系『ビデオあなたが主役』エンディングテーマ
2. いつまでも
  - 作曲：安田信二
  - 日本テレビ系アニメ『おちゃめなふたご クレア学院物語』エンディングテーマ